# Hermippus septemguttatus
Hermippus septemguttatus là một loài nhện trong họ Zodariidae.
Loài này thuộc chi Hermippus. Hermippus septemguttatus được George Newbold Lawrence miêu tả năm 1942.